# Lobelia donanensis
Lobelia donanensis là loài thực vật có hoa trong họ Hoa chuông. Loài này được P.Royen mô tả khoa học đầu tiên năm 1966.